# Zwartteugelfluiter
De zwartteugelfluiter (Pachycephala inornata) is een zangvogel uit de familie Pachycephalidae (dikkoppen en fluiters).

## Verspreiding en leefgebied
Deze soort is endemisch in zuidelijk Australië.

## Status
De grootte van de populatie is niet gekwantificeerd maar de soort wordt omschreven als op de meeste plaatsen zeldzaam. Op de Rode lijst van de IUCN heeft deze soort de status niet bedreigd.